# Hyperoplus immaculatus
Espèce
Le lançon immaculé ou lançon jolivet (Hyperoplus immaculatus), est une espèce de poissons marins appartenant à la famille des Ammodytidae.